# Comtat de Johnston (Oklahoma)
El Comtat de Johnston (en anglès: Johnston County) és un comtat localitzat al centre sud de l'estat estatunidenc d'Oklahoma. Tenia una població de 10.957 habitants segons el cens dels Estats Units del 2010. La seu de comtat i entitat de població més poblada és Tishomingo.

## Geografia
Segons l'Oficina del Cens dels Estats Units, el comtat tenia una àrea total de 1.704,2 quilòmetre quadrat, dels quals 1.668,0 quilòmetres quadrats són terra i 36,3 quilòmetres quadrats (2,09%) són aigua.

### Autovies principals
- U.S. Highway 377
- State Highway 1
- State Highway 7
- State Highway 12
- State Highway 22
- State Highway 48
- State Highway 78

### Àrees protegides nacionals
- Tishomingo National Wildlife Refuge

### Comtats adjacents
|  |  |  |
|  |  |  |
|  |  |  |

## Demografia

Piràmide de població del Comtat de Johnston (2000)

Segons el cens del 2000, hi havia 10.513 habitants, 4.057 llars, i 2.900 famílies residint en el comtat. La densitat de població era d'unes 6 persones per quilòmetre quadrat. Hi havia 4.782 cases en una densitat d'unes 3 per quilòmetre quadrat. La composició racial del comtat era d'un 76,09% blancs, 1,66% negres o afroamericans, 15,32% natius americans, 0,27% asiàtics, 0,05% illencs pacífics, 1,24% d'altres races i un 5,38% de dos o més races. Un 2,47% de la població eren hispànics o llatinoamericans de qualsevol raça. Com a primera llengua, un 97,0% parlava l'anglès, un 1,6% l'espanyol i un 1,2% el choctaw.
Hi havia 4.057 llars de les quals un 31,30% tenien menors d'edat vivint-hi, un 56,60% eren parelles casades vivint juntes, un 10,70% tenien una dona vivint-hi sola, i un 28,50% no eren famílies. Hi vivia una persona en un 25,20% de totes les llars i un 12,20% tenien algú vivint sol o sola major de 64 anys. De mitjana la mida de la llar era de 2,53 persones i de família era de 3,02 persones.
Pel comtat la població s'estenia en un 25,50% menors de 18 anys, un 9,70% de 18 a 24 anys, un 25,00% de 25 a 44 anys, un 24,30% de 45 a 64 anys, i un 15,40% majors de 64 anys. L'edat mediana era de 38 anys. Per cada 100 dones hi havia 96,80 homes. Per cada 100 dones majors de 17 anys hi havia 94,10 homes.
L'ingrés per a cada llar de mediana anual en el comtat era de 24.592 $, i l'ingrés per a cada família de mediana anual era de 30.292 $. Els homes tenien un ingrés de mediana anual de 25.240 $ mentre que les dones en tenien de 19.868 $. La renda per capita del comtat era de 13.747 $. Un 17,80% de les famílis i el 22,00% de la població vivien sota del llindar de la pobresa, incloent-hi un 28,00% d'aquests menors de 18 anys i un 19,30% majors de 64 anys.

## Entitats de població

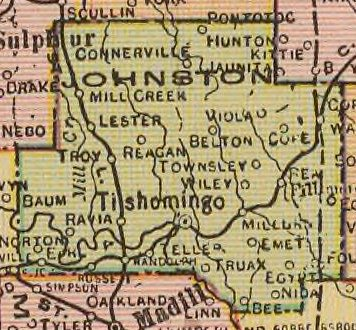
Mapa del Comtat de Johnston el 1909

| - Bee - Bromide - Bromide Junction - Coleman - Connerville - Earl - Emet - Fillmore - Folsom - Mannsville | - Milburn - Mill Creek - Nida - Pontotoc - Ravia - Reagan - Russett - Tishomingo - Troy - Wapanucka |